# خاندان آساکورا
خاندان آساکورا (به ژاپنی: 朝倉氏 Asakura-shi) یکی از دایمیوهای ژاپن در دوره سنگوکو بود. 